# جنبش ضد جنگ

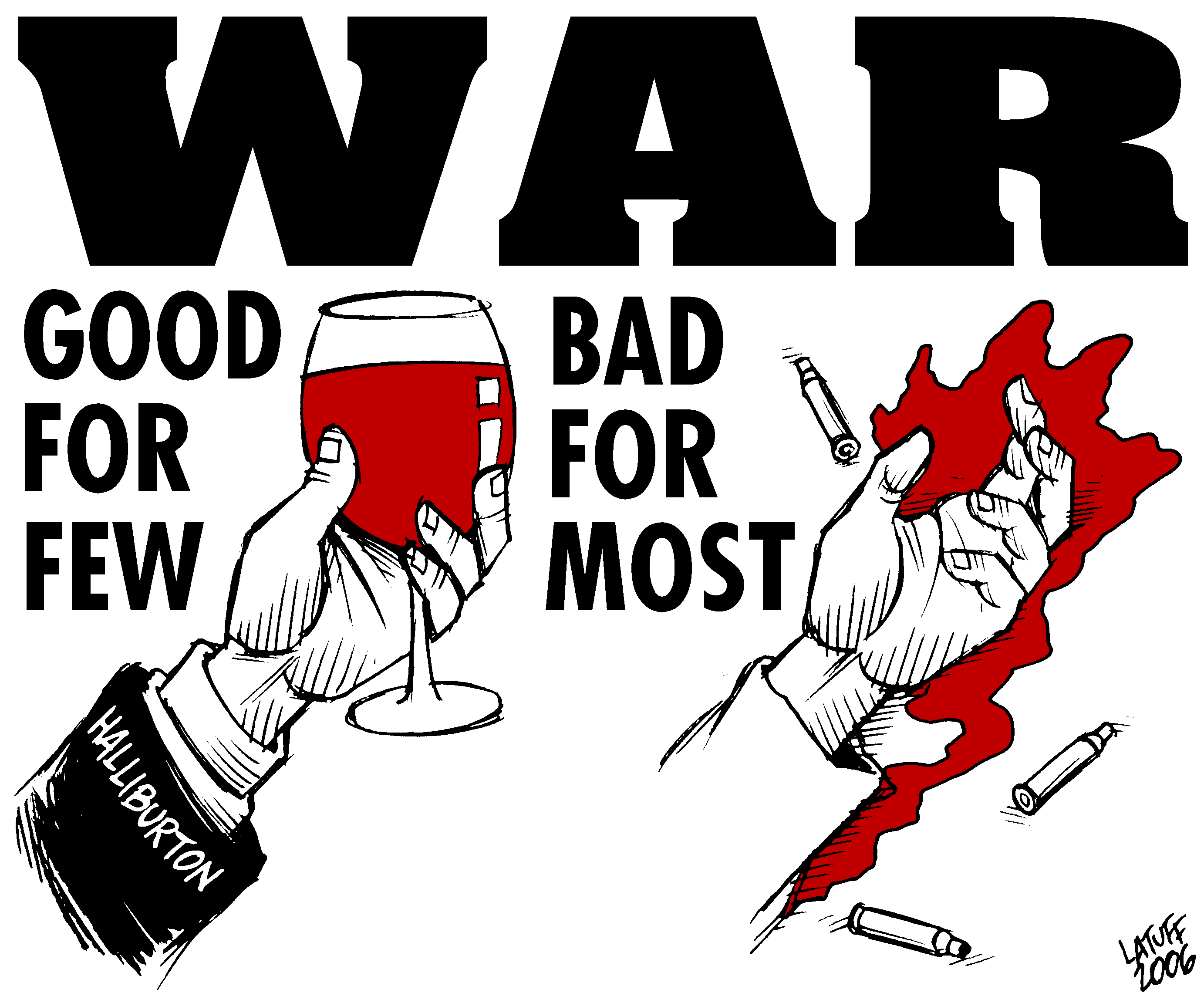
پوستر ضدجنگ

جنبش ضد جنگ به یک جنبش اجتماعی گفته می‌شود که معمولاً در مخالفت با تصمیم یک کشور برای آغاز یا انجام یک حمله‌ نظامی شکل می‌گیرد. اصطلاح ضد جنگ گاهی برای اشاره به مرام آشتی‌جویی (مخالفت با استفاده از هرگونه تسلیحات در منازعات) هم به کار می‌رود. جنبش‌های ضد جنگ اغلب با برگزاری تظاهرات و اعتصابات می‌کوشند بر یک دولت (یا چند دولت) فشار وارد آورند و یک جنگ را پایان دهند یا از رخداد آن پیشاپیش جلوگیری کنند.
در جریان جنگ ویتنام در ایالات متحده آمریکا جنبش ضد جنگ توانست بر تصمیم سیاست‌مداران کاخ سفید و شخص ریچارد نیکسون رئیس جمهور ایالات متحده آمریکا تأثیر بگذارد و آنان را در نهایت به خاتمه جنگ وادار کنند.
در طول جنگ عراق نیز جنبش ضد جنگ فعالیت گسترده‌ای انجام داد.

## تاریخچه

### جنگ استقلال آمریکا
مخالفت اساسی با مداخله جنگی بریتانیا در آمریکا باعث شد که مجلس عوام بریتانیا در ۲۷ فوریه ۱۷۸۳ علیه جنگ بیشتر در آمریکا رای دهد و راه را برای وزارت دوم راکینگهام و صلح پاریس هموار کند.

### قبل از جنگ داخلی آمریکا
احساسات ضدجنگ قابل توجهی در ایالات متحده تقریباً بین پایان جنگ ۱۸۱۲ و شروع جنگ داخلی در آنچه که دوران قبل از آغاز جنگ داخلی نامیده می‌شود ایجاد شد. جنبشی مشابه در همین دوره در انگلستان شکل گرفت.

### جنگ داخلی آمریکا
یک رویداد کلیدی در تاریخ اولیه موضع ضد جنگ مدرن در ادبیات و جامعه، جنگ داخلی آمریکا بود، جایی که با نامزدی جورج بی مک‌کلن برای ریاست جمهوری ایالات متحده به عنوان یک دموکرات صلح‌جو در برابر رئیس‌جمهور فعلی آبراهام لینکلن به اوج خود رسید.

### جنگ دوم بوئر
ویلیام توماس استد روزنامه‌نگار و نویسنده بریتانیایی سازمان «جنگ را متوقف کنید» را علیه جنگ دوم بوئر تشکیل داد.

### بین جنگ‌های جهانی
در سال ۱۹۲۴، ارنست فردریش کتاب Krieg dem Krieg را منتشر کرد. (جنگ علیه جنگ!): آلبومی از عکس‌های گرفته شده از آرشیوهای نظامی و پزشکی آلمان از جنگ جهانی اول. سوزان سونتاگ در کتاب «دربارهٔ درد دیگران» این کتاب را «عکاسی به مثابه شوک درمانی» توصیف می‌کند که برای «وحشت و تضعیف روحیه» طراحی شده است.

### جنگ جهانی دوم
مخالفت با جنگ جهانی دوم در دوره اولیه آن بسیار پر سر و صدا بود، و هنوز هم قبل از شروع آن قوی تر بود، در حالی که مماشات و انزواگرایی گزینه‌های دیپلماتیک مناسبی در نظر گرفته می‌شد.